# 千光寺 (魚津市)
千光寺（せんこうじ）は、富山県魚津市小川寺にあった真言宗の寺院。
現在は、観音堂などと心蓮坊、光学坊、蓮蔵坊があり、三坊はそれぞれ別の寺院となっている。観音堂と3つの坊を合わせた敷地は広大であり、大規模な寺院であったことが偲ばれる。

## 歴史
寺伝によれば天平18年（746年）行基によって開創されたという。
往時は16坊を有したが、天文20年（1551年）、長尾景虎（のちの上杉謙信）が魚津城を攻めた際に魚津城城主が千光寺に逃げ込んだところを攻撃し13坊が焼失した。存続しているのは観音堂のほか、心蓮坊、光学坊、蓮蔵坊の三坊である。
千光寺観音堂と安置されている金銅千手観世音菩薩立像は、心蓮坊・光学坊・蓮蔵坊の3ヵ寺が管理している。

## 金銅千手観世音菩薩立像
昭和59年2月22日指定、県・有形文化財　美術工芸品（彫刻）。
鎌倉時代の金銅仏。胴体と腕を別々の型でおこし両肩を組み合わせる寄せ鋳き技法は当時の特徴である｡身の丈37cm、台座24cmと小形で、唇に朱が残る。光背は、戦火で破損しているものの、精巧な唐草模様の透し彫りで、金と銀で鍍金されている。
寺伝などによれば、大同６年（806年）経田浦で大威徳明王像と共に漁網にかかり、後藤某により海中から引き上げられ、その後に千光寺に納められたとされる。
33年ごとの開帳であったが、近年は17年目ごとに中開帳が行われ、最近では平成17年に御開帳が行われた。　

## 大威徳明王像
かつては、春から秋に僧ヶ岳の（実際には前僧ヶ岳とされる）千光寺奥の院に安置されて、冬期間は小川寺に置かれ、送り迎えの祭りが行われていた。

## 近隣情報
- 金太郎温泉
- 天神山温泉（2009年倒産）
- 魚津国際カントリークラブ
- 魚津歴史民俗博物館

## 交通アクセス
- あいの風とやま鉄道魚津駅から小川寺行きバス停20分